# Gare de Planès
Gare de Planès vasútállomás Franciaországban, Planès településen.

## Vasútvonalak
Az állomást az alábbi vasútvonalak érintik:
- Ligne de Cerdagne

## Kapcsolódó állomások
A vasútállomáshoz az alábbi állomások vannak a legközelebb:
- Halte de Sauto (Gare de Villefranche - Vernet-les-Bains)
- Gare de Mont-Louis - La Cabanasse (Gare de Latour-de-Carol - Enveitg)